# 소프레사

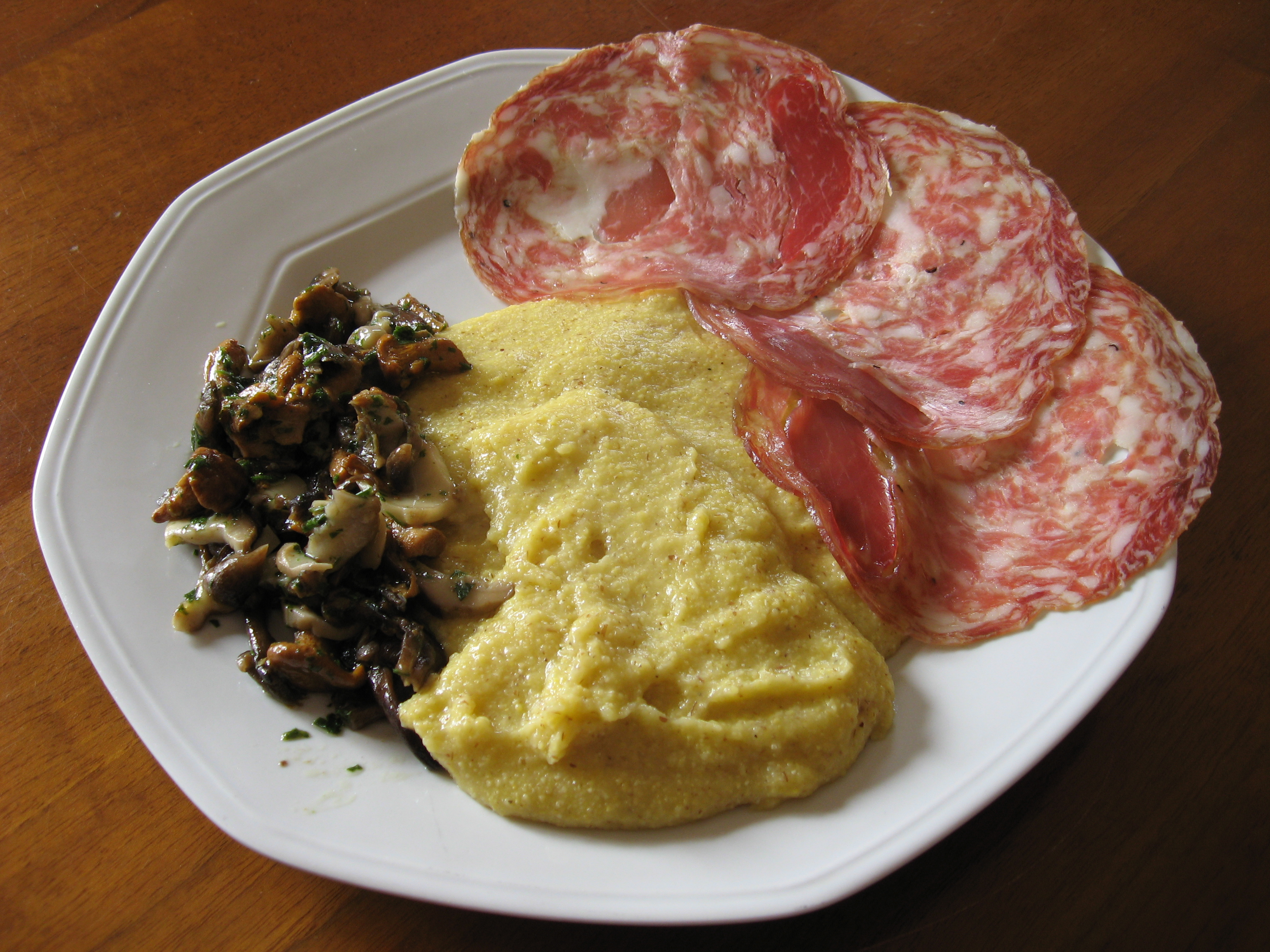
폴렌타와 함께 나온 소프레사 비센티나

소프레사(Sopressa)는 이탈리아식 살라미의 일종으로 베네토 주의 특식이다. 특이하게도 살라미를 오래 동안 보관하여 만드는 것으로 돼지고기, 소금, 후추, 향신료, 때로 마늘을 넣는다.
.
비첸차 지방에서 만들어지며 이를 간단히 "소프레사 비센티나"(Sopressa Vicentina)로 칭하며 유럽연합의 지리적보호지위를 얻었다.